# In the Ghetto
Singles de Elvis Presley
His Hand in Mine
(1969) Clean Up Your Own Backyard
(1969)
In the Ghetto, intitulée à l'origine The Vicious Circle, est une chanson enregistrée par Elvis Presley et publiée en 1969 sur l'album From Elvis in Memphis. Elle a été écrite par Mac Davis et produite par Chips Moman.
Elle se classe no 3 des ventes aux États-Unis.

## Reprises et adaptations

### Reprises
- Nick Cave and the Bad Seeds sur l'album From Her to Eternity (1984)
- The Cranberries sur l'album Wake Up and Smell the Coffee (2001)
- Nana Mouskouri sur l'album Forever Young (2018)
- Eric Cartman de South Park dans l’épisode "Varicelle" de la saison 2 où il chante certaines parties de la chanson (1998)
- Candi Staton a aussi repris cette chanson.

### Adaptations
- 1998 : Dick Rivers Dans le ghetto sur un texte de Maurice Achard (album Vivre comme ça)[1].
- 2011 : Alain Chennevière...
- 2024 : Eddy Mitchell signe les paroles de Dans le ghetto, qu'il chante sur l'album Amigos.